# Roberto Gargini
Roberto Walter Gargini (Trelew, Chubut, Argentina, 30 de abril de 1962) es un exjugador de fútbol profesional argentino.
Gargini ha jugado en el Club Ferro Carril Oeste y en el Club Atlético Chaco For Ever en la Primera División de Argentina. También había participado en el club PAS Giannina de la Super Liga de Grecia durante la temporada 1990/91.

## Trayectoria
En 1984 fue Campeón del Nacional jugando para Ferro Carril Oeste.

## Clubes
| Club                         | Año       |
| ---------------------------- | --------- |
| Huracán de Trelew            | 1974-1980 |
| Club Ferro Carril Oeste      | 1981-1986 |
| Club Atlético Chaco For Ever | 1986-1990 |
| PAS Giannina                 | 1990-1991 |
| Club Atlético Alvarado       | 1992      |
| Germinal de Rawson           | 1993      |
| Racing de Trelew             | 1994      |
| Huracán de Trelew            | 1995-1996 |